# Nós, Por Exemplo...
Nós, Por Exemplo... foi o show realizado em 22 de agosto de 1964 para inaugurar o Teatro Vila Velha, no Passeio Público de Salvador, e que contou com grandes nomes da MPB tais como Caetano Veloso, Maria Bethânia, Gilberto Gil e Gal Costa.
A apresentação, idealizada em grande parte por Caetano Veloso, tinha por objetivo apresentar jovens músicos que tinham a ambição de renovar a música popular brasileira, e embora a inauguração do Teatro tenha abrigado outros espetáculos artísticos, o show foi o mais aclamado de todos, sendo que o ponto alto do show era a canção "Sol negro", de autoria de Caetano, em que as vozes contrastantes de Gal Costa, que à época usava o nome artístico de Maria da Graça, e Maria Bethânia dialogavam no palco. Essa canção, no ano seguinte, marcou a estreia discográfica de Gal, quando ela participou do primeiro disco de Maria Bethânia.
O show era composto de um misto de composições dos integrantes do espetáculo e clássicos brasileiros de épocas variadas de autores diversos. A apresentação foi muito bem recebida pela imprensa baiana, e acabou sendo reencenado semanas depois, no dia 7 de setembro, com algumas modificações no set list, e com Tom Zé, ainda assinando Antônio José, no lugar de Fernando Lona. Nessa segunda apresentação o ponto alto foi mais uma vez a canção "Sol negro", como havia ocorrido no primeiro show. O sucesso da segunda apresentação de "Nós, Por Exemplo..." foi tanto que motivou o convite dos jovens artistas para outro show, que viria a ser "Nova Bossa Velha, Velha Bossa Nova".

## Setlist e Informações
O intérprete de cada canção só aparece discriminado no programa da segunda apresentação.
1. Parte 1
  1. "João Valentão"
  2. "Eu não tenho onde morar"
  3. "O x do problema"
  4. "Barravento"
  5. "Zelão"
  6. "Marcha da quarta-feira de cinzas"
  7. "Sofrimento e padecer"
  8. "Berimbau"
  9. "Consolação"
  10. "Samba da bênção"
  11. "Menino das laranjas"
  12. "Se é tarde me perdoa"
2. Parte 2
  1. "Bem bom no tom"
  2. "Tema de candomblé"
  3. "Crepúsculo"
  4. "Sol negro"
  5. "É de manhã"
  6. "Não posso mais dizer adeus"
  7. "Lamento do Justino"
  8. "Saudade sem nome"
  9. "Samba de negro"
  10. "Maria"
  11. "Samba ainda sem nome"
  12. "Vai pra frente"
  13. "Bossa 2000 D.C."

1. Parte 1
  1. "Marcha da quarta-feira de cinzas" - Conjunto
  2. "Diz que fui por aí" - Maria Bethânia
  3. "O amor em paz" - Maria Bethânia
  4. "Acarajé" - Conjunto
  5. "Corcovado" - Antônio Renato
  6. "Tema de candomblé" - Antônio Renato
  7. "Eu não tenho onde morar" - Conjunto
  8. "Dora" - Caetano Veloso
  9. "Clever Boy samba" - Caetano Veloso
  10. "Sol negro" - Maria Bethânia e Maria da Graça (Gal Costa)
  11. "Maria do colégio da Bahia" - Antônio José (Tom Zé)
  12. " Moreninha" - Antônio José (Tom Zé)
2. Parte 2
  1. "Água de beber" - Conjunto
  2. "Moça flor" - Alcyvando Luz
  3. "A vida não mudou" - Alcyvando Luz
  4. "Berimbau " - Conjunto
  5. "Maria tristeza" - Gilberto Gil
  6. "Samba moleque" - Gilberto Gil
  7. "Consolação" - Conjunto
  8. "Sim, foi você" - Maria da Graça (Gal Costa)
  9. "Se é tarde me perdoa" - Maria da Graça (Gal Costa)
  10. "Marcha da quarta-feira de cinzas" - Conjunto